# Guillaucourt
Guillaucourt és un municipi francès situat al departament del Somme i a la regió dels Alts de França. L'any 2007 tenia 382 habitants.

## Demografia

### Població

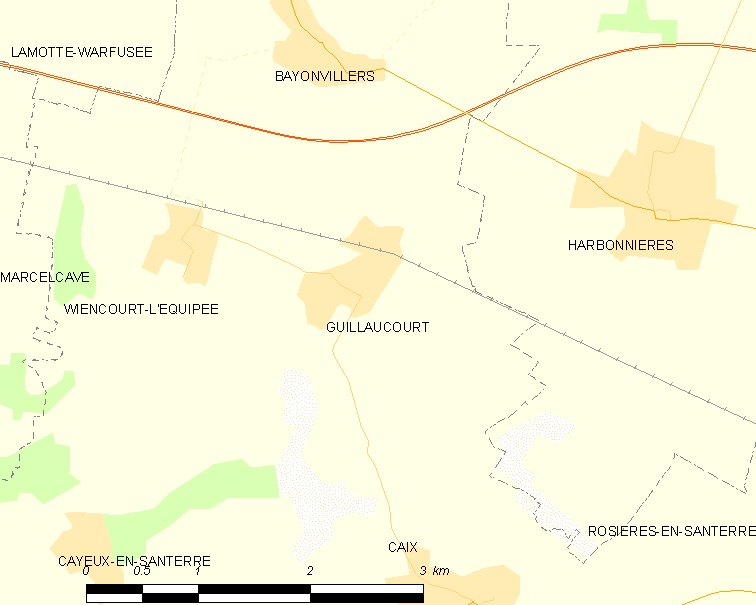

El 2007 la població de fet de Guillaucourt era de 382 persones. Hi havia 149 famílies de les quals 25 eren unipersonals (8 homes vivint sols i 17 dones vivint soles), 62 parelles sense fills, 58 parelles amb fills i 4 famílies monoparentals amb fills.
La població ha evolucionat segons el següent gràfic:
Habitants censats

### Habitatges

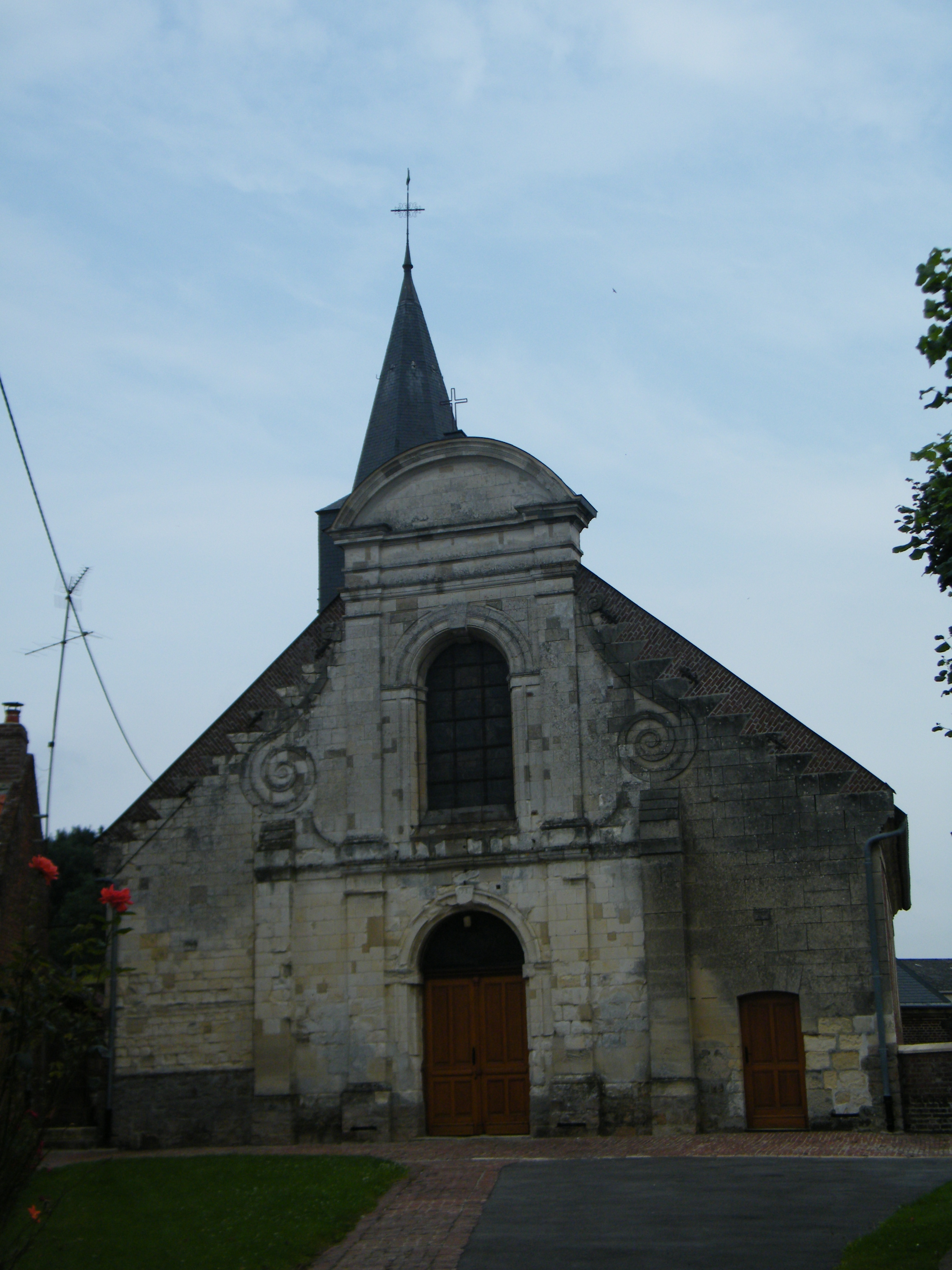

El 2007 hi havia 166 habitatges, 145 eren l'habitatge principal de la família, 12 eren segones residències i 8 estaven desocupats. 162 eren cases i 4 eren apartaments. Dels 145 habitatges principals, 117 estaven ocupats pels seus propietaris, 23 estaven llogats i ocupats pels llogaters i 5 estaven cedits a títol gratuït; 5 tenien dues cambres, 32 en tenien tres, 37 en tenien quatre i 71 en tenien cinc o més. 108 habitatges disposaven pel capbaix d'una plaça de pàrquing. A 60 habitatges hi havia un automòbil i a 74 n'hi havia dos o més.

### Piràmide de població

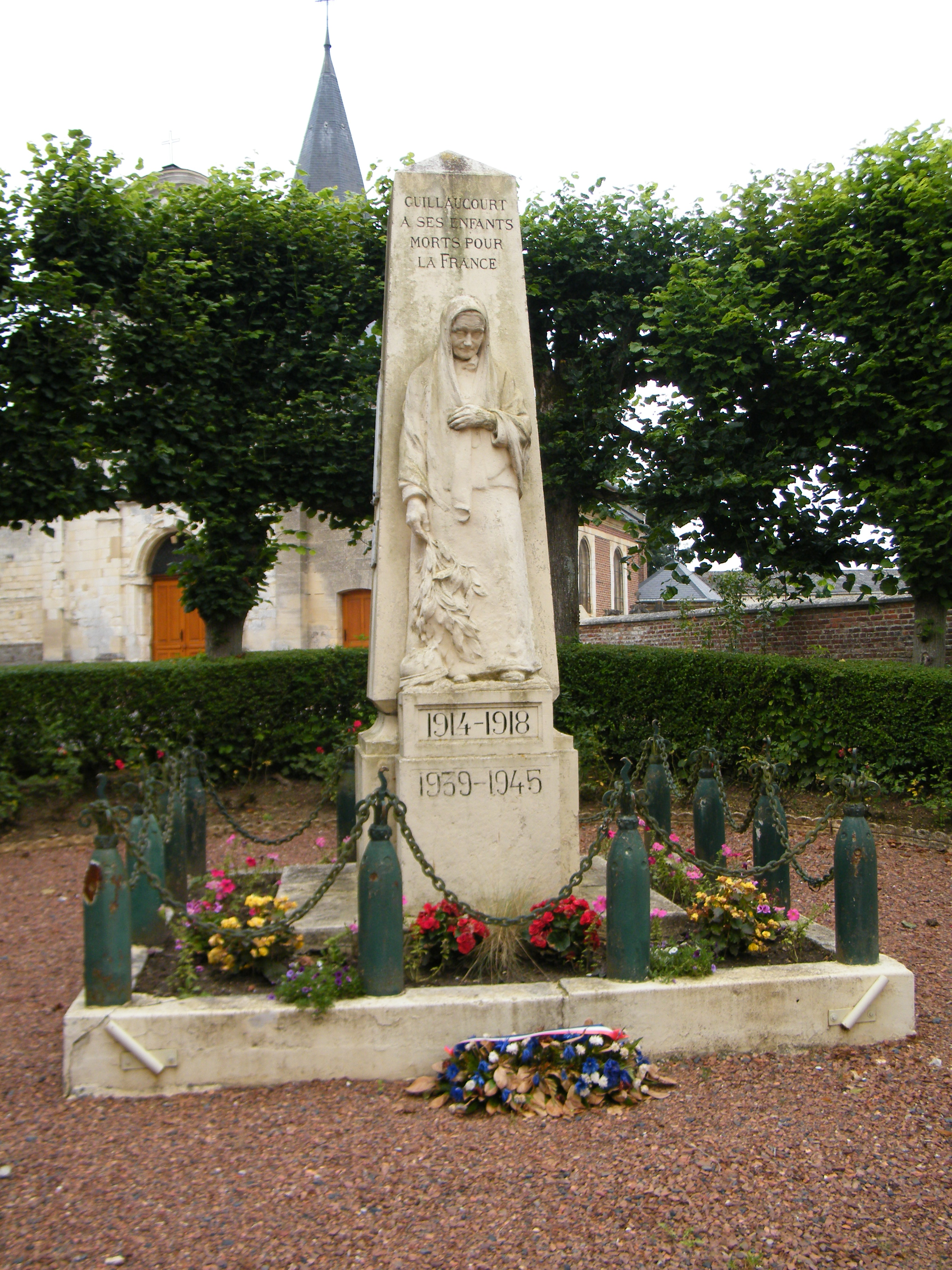

La piràmide de població per edats i sexe el 2009 era:
| Homes | Edats   | Dones |
| ----- | ------- | ----- |
| 0     | 95 o +  | 0     |
| 0     | 90 a 94 | 0     |
| 0     | 85 a 89 | 4     |
| 0     | 80 a 84 | 4     |
| 12    | 75 a 79 | 8     |
| 4     | 70 a 74 | 12    |
| 8     | 65 a 69 | 4     |
| 12    | 60 a 64 | 4     |
| 8     | 55 a 59 | 8     |
| 16    | 50 a 54 | 20    |
| 8     | 45 a 49 | 8     |
| 4     | 40 a 44 | 4     |
| 20    | 35 a 39 | 20    |
| 12    | 30 a 34 | 4     |
| 8     | 25 a 29 | 12    |
| 0     | 20 a 24 | 0     |
| 0     | 15 a 19 | 8     |
| 8     | 10 a 14 | 4     |
| 12    | 5 a 9   | 12    |
| 12    | 0 a 4   | 0     |

## Economia

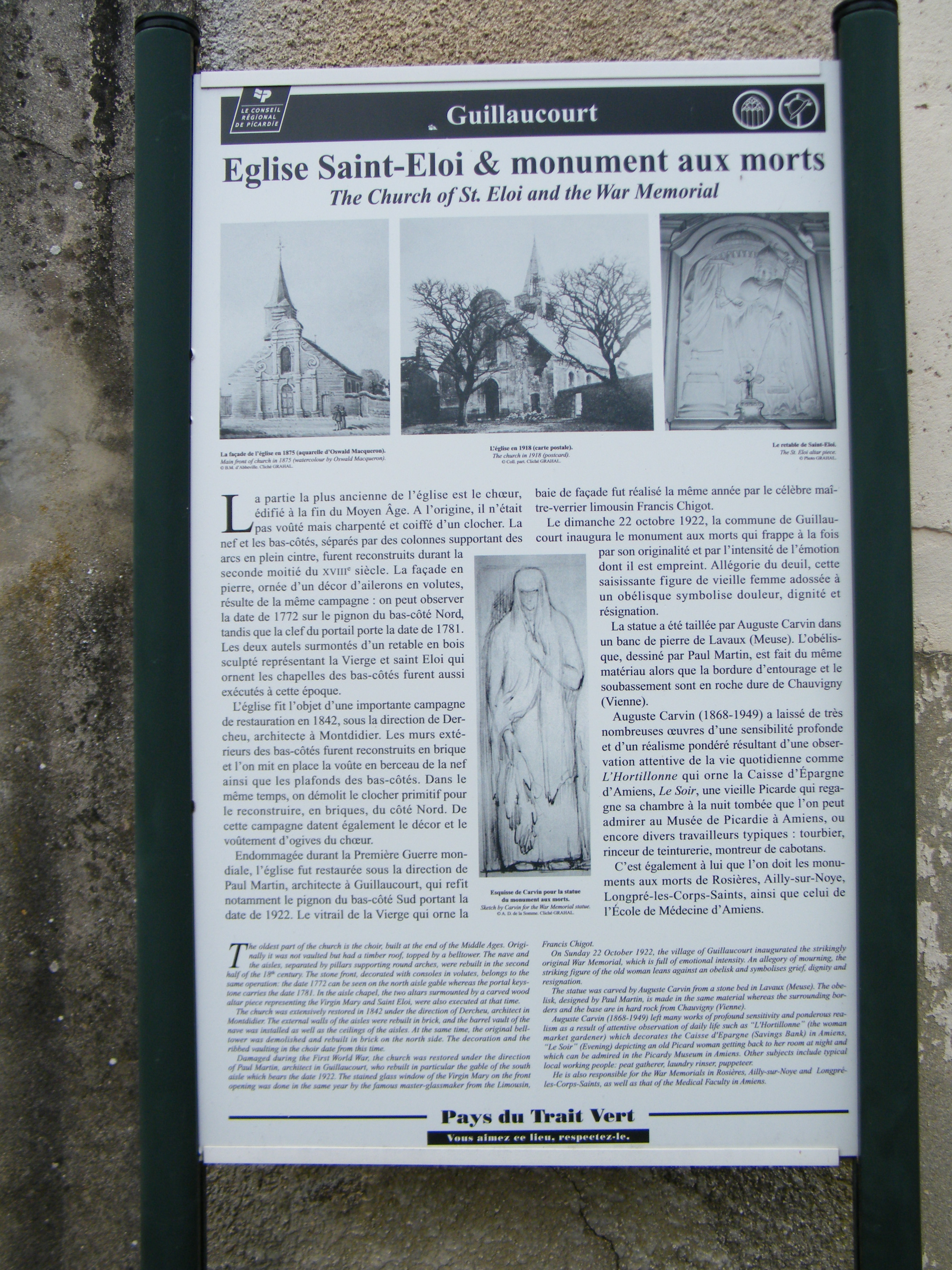

El 2007 la població en edat de treballar era de 247 persones, 174 eren actives i 73 eren inactives. De les 174 persones actives 161 estaven ocupades (90 homes i 71 dones) i 12 estaven aturades (5 homes i 7 dones). De les 73 persones inactives 22 estaven jubilades, 17 estaven estudiant i 34 estaven classificades com a «altres inactius».

### Ingressos
El 2009 a Guillaucourt hi havia 141 unitats fiscals que integraven 378,5 persones, la mediana anual d'ingressos fiscals per persona era de 15.960 €.

### Activitats econòmiques
Dels 7 establiments que hi havia el 2007, 1 era d'una empresa alimentària, 1 d'una empresa de fabricació d'altres productes industrials, 2 d'empreses de construcció, 2 d'empreses financeres i 1 d'una empresa classificada com a «altres activitats de serveis».
Dels 2 establiments de servei als particulars que hi havia el 2009, 1 era un paleta i 1 lampisteria.
L'únic establiment comercial que hi havia el 2009 era una fleca.
L'any 2000 a Guillaucourt hi havia 4 explotacions agrícoles.

## Equipaments sanitaris i escolars
El 2009 hi havia una escola elemental integrada dins d'un grup escolar amb les comunes properes formant una escola dispersa.

## Poblacions més properes
El següent diagrama mostra les poblacions més properes.